# Santuário de Nossa Senhora do Socorro
O Santuário de Nossa Senhora do Socorro fica situado no "Bico do Monte" a 2 km da vila de Albergaria-a-Velha.

## História
Em 1856 foi iniciada a construção de uma capela, resultado da promessa para acabar com o flagelo da cólera morbus que grassava a região. A obra foi concluída em 1857.
Em 23 de Outubro de 1858 foi constituída uma confraria.
A festividade deveria realizar-se no 4º Domingo de Agosto, mas fixou-se no 1º Domingo, 15 de Agosto e finalmente no 3º Domingo do mês de Agosto.
A procissão e as cerimónias religiosas na capela, tiveram um notável incremento na década de 1920 com a intervação do Padre Matos.
No Monte do Socorro foi construída a casa diocesana de Nossa Senhora do Socorro.
Do alto do Monte, o ar é puro e a paisagem circundante é deslumbrante.

## Ligações Externas
- Registo no SIPA
- Casa Diocesana de Nossa Senhora do Socorro